# Alain Arroyo
Alain Arroyo Martínez de la Cuadra (Bilbao, 5 de julio de 1982) es un exfutbolista y entrenador español. Actualmente dirige al Urdúliz F. T.
El 5 de junio de 2013 marcó el último gol en el viejo Estadio de San Mamés, en un amistoso entre el Athletic Club y un combinado vizcaíno.

## Trayectoria
Arroyo comenzó su carrera deportiva en el Club Deportivo Getxo, club en el que estuvo entre 2001 y 2002, y que dejó para fichar por el Club Portugalete de Tercera División, logrando el ascenso con el equipo vasco en su último temporada con el club, la 2004-05.
En 2005 fichó por el Deportivo Alavés "B" que lo cedió de nuevo al Portugalete, que jugaba en esa temporada en Segunda División B. Con el club vasco jugó 17 partidos y marcó 4 goles. La nota negativa fue el descenso del Portugalete a Tercera de nuevo.
En 2006 se desvinculó del Alavés y fichó por el Sestao River, que jugaba en Segunda B. Con el Sestao jugó 35 partidos y marcó 6 goles. A pesar de su buen hacer, en 2007, fichó por la SD Lemona en la que jugó durante dos temporadas, rindiendo a un gran nivel al marcar 18 goles en 60 partidos. En 2009 fichó por el Club Deportivo Guadalajara, donde alcanzó la decena de goles.
En verano de 2010 firmó por el CD Mirandés, con el que logró un histórico ascenso a Segunda División en la campaña 2011-12. En esa misma campaña disputó las semifinales de la Copa del Rey frente al Athletic Club. A lo largo de dicha temporada, marcó 16 goles siendo uno de los máximos goleadores del club burgalés.
Arroyo debutó en Segunda División, el 17 de agosto de 2012, contra la SD Huesca y marcó su primer gol un mes después frente al Real Murcia. 
El 5 de junio de 2013 marcó el último gol de la historia del Estadio de San Mamés, en un encuentro amistoso que enfrentó al Athletic Club  con un combinado de jugadores vizcaínos en el que Alain fue incluido. Alain además era socio desde la infancia del club bilbaíno.
Poco después fichó por el Real Oviedo, regresando así a Segunda División B. Debutó contra el Burgos Club de Fútbol, y marcó su primer gol en la undécima jornada frente a la Cultural y Deportiva Leonesa. En verano de 2014, tras una temporada en el cuadro asturiano, se marchó al Barakaldo CF.
En 2018, tras cuatro temporadas en el club fabril, firmó por la SD Zamudio. En 2020, tras una temporada como jugador en la JD Somorrostro, se convirtió en técnico de dicho club tras la marcha de Iñaki Pola. Un año más tarde se convirtió en entrenador del Urduliz FT para la campaña 2021-22.

## Clubes
| Club                      | País   | Año       |
| ------------------------- | ------ | --------- |
| Arenas Club               | España | 2001-2002 |
| Club Portugalete          | España | 2002-2005 |
| Deportivo Alavés "B"      | España | 2005-2006 |
| Club Portugalete (cedido) | España | 2005-2006 |
| Sestao River              | España | 2006-2007 |
| SD Lemona                 | España | 2007-2009 |
| CD Guadalajara            | España | 2009-2010 |
| CD Mirandés               | España | 2010-2013 |
| Real Oviedo               | España | 2013-2014 |
| Barakaldo CF              | España | 2014-2018 |
| SD Zamudio                | España | 2018-2019 |
| JD Somorrostro            | España | 2019-2020 |

## Vida personal
Es primo del futbolista Urko Arroyo.